# Ann Haesebrouck
Ann Haesebrouck (* 18. Oktober 1963 in Brügge) ist eine ehemalige belgische Ruderin.
Bei den Weltmeisterschaften 1983 belegte Ann Haesebrouck den achten Platz im Einer. An den Olympischen Spielen 1984 nahmen die Weltmeisterin Jutta Hampe aus der DDR und die Vizeweltmeisterin Irina Fetissowa aus der Sowjetunion boykottbedingt nicht teil. Es siegte die Rumänin Valeria Răcilă vor der Amerikanerin Charlotte Geer, Ann Haesebrouck erhielt die Bronzemedaille. 
Bei den Ruder-Weltmeisterschaften 1986 belegte Ann Haesebrouck den sechsten Platz im Einer. Ein Jahr später belegte sie zusammen mit Annelies Bredael im Doppelzweier den siebten Platz bei den Weltmeisterschaften 1987. Bei den Olympischen Spielen 1988 belegte Haesebrouck mit dem belgischen Doppelvierer den sechsten Platz. 
Nach mehrjähriger Pause kehrte Ann Haesebrouck für die Olympischen Spiele 1992 auf die Regattastrecke zurück. Zusammen mit Renée Govaert fuhr Haesebrouck bei ihrer  dritten Olympiateilnahme auf den neunten Platz im Doppelzweier.